# 平壤综合医院
平壤综合医院（朝鲜语：／）是朝鮮在建的一間医院。医院建于建党纪念塔前，2020年3月13日动土興建，时值当地2019冠状病毒病疫情期间，工程推行“速度战”，力求在2020年10月，即朝鲜劳动党成立75周年时竣工並投入營運。

## 建设背景
NK News报道称，该项目于一次在2019年12月31日闭幕，为期四天的会议上获批。该会议“讨论并决定在平壤首先建设一所现代化综合医院，以增进人民健康，迎接建党七十五周年”的任务。奠基仪式上，金正恩委员长承认在如此短的时间内完成这座医院的建设面临“诸多障碍”，而且医院的建设将以牺牲其他项目为代价。破土动工后，多名官员在《勞動新聞》撰写专栏文章，誓言为医院建设“通宵作战”。
该院被认为是以“千里马运动”为模板的“迎头突破”行动的首个主要项目，这一计划是在河内峰会破局（且未能解除制裁）和随后五年计划遭淡化后构想而来。

## 建设过程
2020年4月2日，据《平壤时报》消息，工程已完成63%。6月15日，医院的两座塔楼封顶。
尽管医院运营的筹备工作已经“推进”，但工程已经逾越原定的投运期限——2020年10月，且仍未投入使用 。
2021年1月，自由亚洲电台称医院外部已经完成，但因2019冠状病毒病疫情和外国制裁造成医疗设备进口中断，内部仍未完工。2023年4月，有消息称金正恩于2022年6月批准医院室内设计案和医务人员制服设计方案。

## 领导人访问
2025年2月27日，金正恩回访医院。朝鲜中央通讯社称医院已经完工，将于当年10月（即劳动党建党80周年）投运。金正恩对已完成的医院计划表示满意。